# Juegos Paralímpicos de Albertville 1992
Los Juegos Paralímpicos de Invierno 1992 fue la V edición de los Juegos Paralímpicos de Invierno. Las sedes fueron Tignes y Albertville, Francia del 25 de marzo al 1 de abril. Participaron 365 atletas de 24 países en 2 deportes.
El logotipo de aves fue diseñado por Jean-Michel Folon. La mascota oficial fue Alpy, diseñado por Vicente Thiebaut, representó a la cima de la montaña Grande Motte, en Tignes. Alpy fue mostrado en un mono-ski para demostrar su capacidad atlética y los colores blanco, verde y azul se utiliza para representar la pureza/nieve, la esperanza/la naturaleza y la disciplina/el lago.

## Deportes
El desarrollo de los juegos consiste en 78 eventos en 2 deportes dando un total de 3 disciplinas.
- Esquí alpino
- Esquí nórdico
  -  Biatlón
  -  Esquí de fondo

## Delegaciones participantes
Un total de 24 países participaron en esta edición de las Paralimpiadas.
| - Alemania (GER) - Australia (AUS) - Austria (AUT) - Bélgica (BEL) - Canadá (CAN) - Corea del Sur (KOR) - Checoslovaquia (TCH) - Dinamarca (DEN) | - Equipo Unificado (EUN) - España (ESP) - Estados Unidos (USA) - Estonia (EST) - Finlandia (FIN) - Francia (FRA) - Italia (ITA) - Japón (JPN) | - Liechtenstein (LIE) - Noruega (NOR) - Nueva Zelanda (NZL) - Países Bajos (NED) - Polonia (POL) - Reino Unido (GBR) - Suecia (SWE) - Suiza (SUI) |

## Medallero
| 1  | Estados Unidos (USA)   | 20 | 16 | 9 | 45 |
| 2  | Alemania (GER)         | 12 | 17 | 9 | 38 |
| 3  | Equipo Unificado (EUN) | 10 | 8  | 3 | 21 |
| 4  | Austria (AUT)          | 8  | 3  | 9 | 20 |
| 5  | Finlandia (FIN)        | 7  | 3  | 4 | 14 |
| 6  | Francia (FRA)          | 6  | 4  | 9 | 19 |
| 7  | Noruega (NOR)          | 5  | 5  | 4 | 14 |
| 8  | Suiza (SUI)            | 3  | 8  | 4 | 15 |
| 9  | Canadá (CAN)           | 2  | 4  | 6 | 12 |
| 10 | Polonia (POL)          | 2  | 0  | 3 | 5  |